# ETR 450
ETR 450 — італійський електропоїзд. Будувався в 1987–1992 роках для залізниць Італії. Перший рейс поїзд здійснив 1989 року між Римом і Міланом. Всього було побудовано 15 таких поїздів.
Кожен поїзд складається з 9 вагонів. Максимальна пасажиромісткість — 390 осіб.